# Cantone di Entraygues-sur-Truyère
Il Cantone di Entraygues-sur-Truyère era una divisione amministrativa dell'arrondissement di Rodez.
A seguito della riforma approvata con decreto del 21 febbraio 2014, che ha avuto attuazione dopo le elezioni dipartimentali del 2015, è stato soppresso.

## Composizione
Comprendeva i comuni di:
- Entraygues-sur-Truyère
- Espeyrac
- Le Fel
- Golinhac
- Saint-Hippolyte